# ケイビング

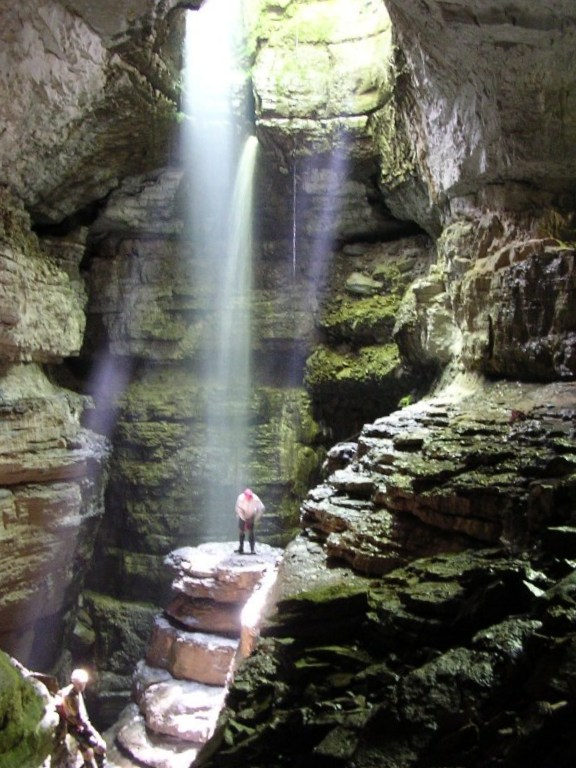
アラバマ洞窟

ケイビング（英語：caving）は、趣味またはスポーツとして洞窟に入る探検活動である。洞窟探検のアウトドアスポーツとしての面を強調した言葉である。日本では洞窟（cave）自体の多さに比べて、まだそれほどポピュラーではない。
ケイビングをやるには、動きやすく周囲に引っかかりにくい服装（できれば上下がつなぎになっているようなもの）、ヘルメット、ヘッドランプ、軍手等に、水たまりの中に入っても良いような耐水性の靴、出てきたときに着替えるための着替え一式などがあれば、気軽に始めることができる。インストラクターつきの初心者向け体験セミナーあたりから始めるとよい。日本では、1930年頃から始まった。
水中下の洞窟を探検する洞窟潜水では、上記とは異なった特殊な装備や技術、知識が要求される。
スポーツとしての洞窟探検、趣味としての洞窟探検であるケイビングに対し、学術調査としての洞窟探検、学問（洞穴学）としての洞窟探検はSpeleology（スペレオロジー）と呼ぶ。時に、洞窟探検のことをアメリカやカナダではスペランキング（spelunking）、イギリスやアイルランドではポットホーリング（potholing）とも呼ぶが、これらはケイビングとスペレオロジーの区別が無かった時代の言葉であり、20世紀後半以降はやや古臭い言葉となった。現代的なアウトドアスポーツの一つとして、きちんとした知識と探検内容に見合う適正な装備等を整えて行うケイビング（行う人をケイバー（caver））と区別する意味で、準備した装備に不相応な無謀な洞窟探検をスペランキング（行う人をスペランカー（spelunker））と批判を込めて呼ぶこともあるらしいが、日本では一般的でない。